# Ропенка (гміна)
Ґміна Ропенка (пол. Gmina Ropienka) — колишня (1934—1939 рр.) сільська ґміна Ліського повіту Львівського воєводства Польської республіки (1918—1939) рр.. Центром ґміни було село Ропенка.
1 серпня 1934 р. було створено ґміну Ропенка у Ліському повіті. До неї увійшли сільські громади: Бреликів, Ліщовате, Пашова, Романова Воля, Ропенка, Середниця, Станкова, Ваньківа і Завадка.
У середині вересня 1939 року німці окупували територію ґміни, однак уже 26 вересня 1939 року мусіли відступити, оскільки за пактом Ріббентропа-Молотова вона належала до радянської зони впливу. За кілька місяців територія ввійшла до Ліськівського району Дрогобицької області. Наприкінці червня 1941, з початком Радянсько-німецької війни, територія знову була окупована німцями. В липні 1944 року радянські війська знову оволоділи цією територією. В березні 1945 року територія віддана Польщі. Основна маса місцевого українського населення була насильно переселена в СРСР в 1944-1946 р., решта під час операції «Вісла» в 1947 р. депортована на понімецькі землі.